# 山东省临沂第一中学
山東省臨沂第一中學，位于山東省临沂市兰山区，始建于1903年，现拥有教师500余人，学生近10000人。是一所以高中教育为主，提倡素质教育的省属重点中学。

## 办学历史
1903年（光绪二十九年）清政府下令各省、府、州、县大小书院一律改成兼习中、西学的学堂，其中府郡的书院改为中学堂。当时山东省辖10个府，每府设一所中学堂。沂州府的府治在临沂，就以本府所辖七县共用的科举考棚（现临沂剧院和临沂市检察院所在地）作为校址，成立了“沂州中学堂”。
1913年（民国二年），沂州中学堂改称“山东省立第十中学校”。1914年改为“山东省立第五中学校”。五中第一任校长是徐鸿策，其后分别是赵灵谷、商自箴、庞镜如、徐眉生、刘承攽。教师初称“教习”，北伐后称“先生”，学生初由各县保送，辛亥革命后统一由学校考试录取。
1926年，军阀混战殃及临沂，张宗昌部方永昌驻五中校内，房舍校具惨遭破坏。
1928年12月，山东省立五中学校改称“山东省立第五中学”，1929年开始招高中班，仅一年即奉命停办。1930年秋，又设高中班，校址扩大为四处：校本部仍在考棚街，称为一院；二院在僧王庙；三院包含洗砚池、琅邪书院和右军祠；四院在南大寺。当时的五中被认为是鲁南最高学府。
1931年中共党员刘德生（刘盛华）考入五中，他根据上级指示，在五中发展党员。很多学生由此接受了共产主义的启蒙教育，加入了中国共产党。九一八事变发生后，全国学生反对“不抵抗”运动波及五中学。当时的校长徐眉生坚决抵制当局镇压学生，结果被国民党临沂党部诬告其指使学生砸碎其党部大门招牌而被迫辞职。韩复榘下令查处为首学生，导致学生中的共产党员被迫离校。
1934年2月，山东省立第五中学改称“山东省立临沂中学”，时有高中3个班，初中9个班，在校学生417名，校址仍在考棚。1937年七七事变后，由于日本入侵，临沂中学停止招生。一部分师生撤向大后方，在四川绵阳参加成立了“临时国立第六中学”。
日伪期间，1941年10月伪政府开办了一所省属的初级中学，也使用“临沂中学”校名，校址在孔庙。第一任校长张仲驭，最后一任朱珍亭。教师中有原老五中的教师张秋帆、张鸣雪等。学校共招收四届学生。1945年日本投降时，学校停办。第二次国共内战爆发后，國民政府收復臨沂。1947年秋，原省立临沂中学校长刘承攽和一部分撤往大后方的临沂中学教师职工又返回临沂，在原五中校址上恢复了临沂中学。在临沂被中共解放的前夕，临沂中学的师生为躲避战乱而再次南撤，先是到了南京，后又去了芜湖。后来一部分师生去了台湾，另一部分留在了芜湖。留在芜湖的这部分师生，在芜湖被中共解放以后大都参加了华东军政大学。
中華人民共和國成立後，1950年临沂专署决定恢复中学教育，鉴于当时尚不具备建立独立中学的条件，决定先在临沂师范内附设中学部，简称“临师附中”或“中学部”，当年夏季招收了第一个初中班，称“中学部第一级”，简称“中一级”。1951年春季又招收了第二个班称“中二级”，也就在同时，中一级、中二级从临沂师范校院迁到考棚街原山东省立第五中学的校址上，但仍由临沂师范代管，负责人是庄梦生。中学部在1951年夏季又招收了一个班，称“中三级”，1952年夏季招收了一个班，称中四级，这时的中学已经发展到了7个班，共有学生360名，专职位教师15名，接近原老五中的规模。中学部不仅接收使用了原省立临沂中学的校址、校舍，教师中也有原校的教师。中学部实际上承接和恢复了原临沂中学因战争而被迫中断了的教学事业，它与原临沂中学自然形成了承袭关系。
1953年4月，临沂专署文教科决定，将临沂师范中学部改为独立中学，新的校址选在了临沂城东南郊的一片荒野上（即临沂一中现址）。建校时中学部师生积极参加了建校劳动。1953年秋季，新校舍落成，中学部随即迁到了新校，并脱离临沂师范而成为独立的中学，取名为“山东省临沂中学”，学校当年即招收了6个初中班、2个高中班，初中班称“中五级”，高中班称“高一级”，加上原中学部尚未毕业的中三级、中四级，这时全校共有13个班。教职工队伍中，除了原中学部的教职工外，又从刚刚停办的鲁中南联立师范学校调进一批教师。
1956年学校更名为“山东省临沂第一中学”，且被确定为“省属重点中学”。当时临沂籍的大学生大都是从临沂一中考出。1960年临沂一中被国务院授予“全国先进单位”。
文革期间，临沂一中曾用过“红旗中学”、“临沂中学”等名字，学校各项工作受到很大冲击。中共十一届三中全会以后，学校于1979年被确定为山东省首批办好的十九所重点中学之一。
1992年，学校被确定为“山东省艺术教育示范学校”，1993年经省教委全面验收，荣膺“省级规范化学校”之称。
2003年，临沂一中成功地举办了百年校庆。
2013年，临沂一中成功的举办了110周年校庆。
2014年，临沂一中北校区正式投入了使用，初步奠定了一校三区的基础。

## 办学条件

### 校区分布及规模
学校现有三个校区：
校本部位于临沂市兰山区银雀山路55号，占地面积74431.56㎡，建筑面积67000㎡；校本部历史最为悠久，因面积较小，宿舍楼早已废弃不用，故此校区不提供学生住宿，即全体走读。（2022年宿舍楼已经改造，可选择住宿）
南校区位于临沂经济技术开发区临工路135号，占地面积196229㎡，建筑面积68000㎡；此校区因地理位置较偏僻，录取分数最低。
北校区位于临沂北城新区长沙路，占地面积252600㎡，建筑面积192100㎡。北校区于2014年投入使用，目前已成为一中的主干力量。
三个校区师资力量平均，区别仅在于地理位置，住宿条件等。
目前，学校共有159个教学班，在校学生9165人，教职工671人。（2016年数据）